# Suka Mulya (Sematang Borang)
Suka Mulya is een bestuurslaag in het regentschap Palembang van de provincie Zuid-Sumatra, Indonesië. Suka Mulya telt 2483 inwoners (volkstelling 2010).